# Championnats du monde d'athlétisme en salle 1993
Navigation
- 1985
- 1987
- 1989
- 1991
- 1993
- 1995
- 1997
- 1999
- 2001
- 2003
- 2004
- 2006
- 2008
- 2010
- 2012
- 2014
- 2016
- 2018
- 2022
- 2024
- 2025

Les 4es Championnats du monde d'athlétisme en salle se sont tenus du 12 au 14 mars 1993 au SkiDome de Toronto, au Canada. 537 athlètes issus de 93 nations ont pris part aux 27 épreuves du programme. Le pentathlon féminin et l'heptathlon masculin font leur entrée en tant qu'épreuves de démonstration, leurs résultats ne comptant donc pas officiellement. Dan O'Brien y établit toutefois un nouveau record du monde masculin de l'heptathlon, qui ne sera battu qu'en 2010. Par ailleurs, les deux épreuves de marche athlétique (5 km hommes et 3 km femmes) sont disputées pour la dernière fois lors d'un championnat du monde « indoor ».

## Résultats

### Hommes
| Épreuves         | Or                                                                           | Argent                                                                            | Bronze                                                                           |
| 60 m             | Bruny Surin 6 s 50 (RC)                                                      | Frankie Fredericks 6 s 51                                                         | Talal Mansour 6 s 57                                                             |
| 200 m            | James Trapp 20 s 63                                                          | Damien Marsh 20 s 71                                                              | Kevin Little 20 s 72                                                             |
| 400 m            | Butch Reynolds 45 s 26 (RC)                                                  | Sunday Bada 45 s 75                                                               | Darren Clark 46 s 45                                                             |
| 800 m            | Tom McKean 1 min 47 s 29                                                     | Charles Nkazamyampi 1 min 47 s 62                                                 | Nico Motchebon 1 min 48 s 15                                                     |
| 1 500 m          | Marcus O'Sullivan 3 min 45 s 00                                              | David Strang 3 min 45 s 30                                                        | Branko Zorko 3 min 45 s 39                                                       |
| 3 000 m          | Gennaro Di Napoli 7 min 50 s 26                                              | Éric Dubus 7 min 50 s 57                                                          | Enrique Molina 7 min 51 s 10                                                     |
| 60 m haies       | Mark McKoy 7 s 41 (RC)                                                       | Colin Jackson 7 s 43                                                              | Tony Dees 7 s 43                                                                 |
| Relais 4 × 400 m | États-Unis Darnell Hall Brian Irvin Jason Rouser Danny Everett 3 min 04 s 20 | Trinité-et-Tobago Dazel Jules Alvin Daniel Neil de Silva Ian Morris 3 min 07 s 02 | Japon Masayoshi Kan Seiji Inagaki Yoshihiko Saito Hiroyuki Hayashi 3 min 07 s 30 |
| Saut en hauteur  | Javier Sotomayor 2,41 m                                                      | Patrik Sjöberg 2,39 m                                                             | Steve Smith 2,37 m                                                               |
| Saut à la perche | Rodion Gataullin 5,90 m                                                      | Grigoriy Yegorov 5,80 m                                                           | Jean Galfione 5,80 m                                                             |
| Saut en longueur | Iván Pedroso 8,23 m                                                          | Joe Greene 8,13 m                                                                 | Jaime Jefferson 7,98 m                                                           |
| Triple saut      | Pierre Camara 17,59 m (RC)                                                   | Mâris Bružiks 17,36 m                                                             | Brian Wellman 17,27 m                                                            |
| Lancer du poids  | Mike Stulce 21,27 m                                                          | Jim Doehring 21,08 m                                                              | Aleksandr Bagach 20,63 m                                                         |
| 5 km marche      | Mikhail Shchennikov 18 min 32 s 10                                           | Robert Korzeniowski 18 min 35 s 91                                                | Mikhail Orlov 18 min 43 s 48                                                     |

### Femmes
| Épreuves         | Or                                                                                        | Argent                                                                                 | Bronze                         |
| 60 m             | Gail Devers 6 s 95 (RC)                                                                   | Irina Privalova 6 s 97                                                                 | Zhanna Tarnopolskaya 7 s 21    |
| 200 m            | Irina Privalova 22 s 15 (RC)                                                              | Melinda Gainsford 22 s 73                                                              | Natalya Voronova 22 s 90       |
| 400 m            | Sandie Richards 50 s 93                                                                   | Tatyana Alekseyeva 51 s 03                                                             | Jearl Miles 51 s 37            |
| 800 m            | Maria Mutola 1 min 57 s 05 (RC)                                                           | Svetlana Masterkova 1 min 59 s 18                                                      | Joetta Clark 1 min 59 s 86     |
| 1 500 m          | Yekaterina Podkopayeva 4 min 09 s 29                                                      | Violeta Beclea 4 min 09 s 41                                                           | Sandra Gasser 4 min 10 s 99    |
| 3 000 m          | Yvonne Murray 8 min 50 s 55                                                               | Margareta Keszeg 9 min 02 s 89                                                         | Lynn Jennings 9 min 03 s 78    |
| 60 m haies       | Julie Baumann 7 s 96                                                                      | LaVonna Martin 7 s 99                                                                  | Patricia Girard-Léno 8 s 01    |
| Relais 4 × 400 m | Jamaïque Deon Hemmings Beverly Grant Cathy Rattray-Williams Sandie Richards 3 min 32 s 32 | États-Unis Trevaia Williams Terri Dendy Dyan Webber Natasha Kaiser-Brown 3 min 32 s 50 | -                              |
| Saut en hauteur  | Stefka Kostadinova 2,02 m                                                                 | Heike Henkel 2,02 m                                                                    | Inga Babakova 2,00 m           |
| Saut en longueur | Marieta Ilcu 6,84 m                                                                       | Susen Tiedtke 6,84 m                                                                   | Inessa Kravets 6,77 m          |
| Triple saut      | Inessa Kravets 14,47 m (RC)                                                               | Yolanda Chen 14,36 m                                                                   | Inna Lasovskaya 14,35 m        |
| Lancer du poids  | Svetlana Krivelyova 19,57 m                                                               | Stephanie Storp 19,37 m                                                                | Zhang Liuhong 19,32 m          |
| 3 km marche      | Yelena Nikolayeva 11 min 49 s 73 (RC)                                                     | Kerry Saxby-Junna 11 min 53 s 82                                                       | Ileana Salvador 11 min 55 s 35 |

### Épreuves de démonstration
| Épreuves           | Or                                                                            | Argent                                                                                 | Bronze                                                                             |
| Heptathlon (H)     | Dan O'Brien 6 476 pts                                                         | Mike Smith 6 279 pts                                                                   | Eduard Hämäläinen 6 075 pts                                                        |
| Pentathlon (F)     | Liliana Nastase 4 686 pts                                                     | Urszula Włodarczyk 4 667 pts                                                           | Birgit Clarius 4 641 pts                                                           |
| Relais 1 600 m (H) | États-Unis Mark Everett James Trapp Kevin Little Butch Reynolds 3 min 15 s 10 | Brésil Gilmar dos Santos André Domingos Sidnei Telles Eronilde de Araújo 3 min 16 s 11 | Canada Freddie Williams Ricardo Greenidge Peter Ogilvie Mark Jackson 3 min 16 s 93 |
| Relais 1 600 m (F) | États-Unis Joetta Clark Wendy Vereen Kim Batten Jearl Miles 3 min 45 s 90     | Canada Donalda Duprey Sonia Paquette Mame Twumasi Alanna Yakiwchuk 3 min 56 s 34       | -                                                                                  |

## Tableau des médailles
| Rang | Nation            | Or | Argent | Bronze | Total |
| ---- | ----------------- | -- | ------ | ------ | ----- |
| 1    | Russie            | 6  | 4      | 3      | 13    |
| 2    | États-Unis        | 5  | 4      | 5      | 14    |
| 3    | Royaume-Uni       | 2  | 2      | 1      | 5     |
| 4    | Cuba              | 2  | 0      | 1      | 3     |
| 5    | Canada            | 2  | 0      | 0      | 2     |
| 5    | Jamaïque          | 2  | 0      | 0      | 2     |
| 7    | Roumanie          | 1  | 2      | 0      | 3     |
| 8    | France            | 1  | 1      | 2      | 4     |
| 9    | Ukraine           | 1  | 0      | 4      | 5     |
| 10   | Italie            | 1  | 0      | 1      | 2     |
| 10   | Suisse            | 1  | 0      | 1      | 2     |
| 12   | Bulgarie          | 1  | 0      | 0      | 1     |
| 12   | Irlande           | 1  | 0      | 0      | 1     |
| 12   | Mozambique        | 1  | 0      | 0      | 1     |
| 15   | Australie         | 0  | 3      | 1      | 4     |
| 15   | Allemagne         | 0  | 3      | 1      | 4     |
| 17   | Burundi           | 0  | 1      | 0      | 1     |
| 17   | Kazakhstan        | 0  | 1      | 0      | 1     |
| 17   | Lettonie          | 0  | 1      | 0      | 1     |
| 17   | Namibie           | 0  | 1      | 0      | 1     |
| 17   | Nigeria           | 0  | 1      | 0      | 1     |
| 17   | Pologne           | 0  | 1      | 0      | 1     |
| 17   | Suède             | 0  | 1      | 0      | 1     |
| 17   | Trinité-et-Tobago | 0  | 1      | 0      | 1     |
| 25   | Bermudes          | 0  | 0      | 1      | 1     |
| 25   | Chine             | 0  | 0      | 1      | 1     |
| 25   | Japon             | 0  | 0      | 1      | 1     |
| 25   | Qatar             | 0  | 0      | 1      | 1     |
| 25   | Croatie           | 0  | 0      | 1      | 1     |
| 25   | Espagne           | 0  | 0      | 1      | 1     |